# توني غرانت
توني غرانت (بالإنجليزية: Tony Grant)‏ (14 نوفمبر 1974 بليفربول في المملكة المتحدة - ) هو لاعب كرة قدم بريطاني في مركز الوسط. لعب مع سويندون تاون ومانشستر سيتي ونادي أكرينغتون ستانلي ونادي إيفرتون ونادي بريستول سيتي ونادي بيرنلي ونادي ترانمير روفرز لكرة القدم ونادي كرو ألكساندرا ووست بروميتش ألبيون ونادي تشستر سيتي.

## وصلات خارجية
- توني غرانت على موقع قاعدة بيانات كرة القدم.إي يو (الإنجليزية)
- توني غرانت على موقع Soccerbase.com (لاعب) (الإنجليزية)
- توني غرانت على موقع عالم كرة القدم.نت (الإنجليزية)